# Bursters
Bursters (Hangeul : 버스터즈 ; anciennement Burstered, 버스터리드) est un groupe de musique sud-coréen de metalcore ayant signé avec le label coréen Evermore Music.   
Le groupe fait partie de la sixième saison de l'émission Superstar K en 2015 et fini dans le top 6 faisant d'eux, le premier groupe de heavyrock à se classer aussi haut dans l'émission.   
En 2017, le groupe sort son premier album intitulé Live in Hope et reçoit un avis positif ainsi que la note de 85/100 dans le magazine japonais Burrn!.  

## Membres
Le groupe est composé de cinq membres : 
- Lee Gye jin (hangeul : 이계진), guitariste,
- Jo Hwan hee (hangeul : 조환희), bassiste,
- Ahn Jun yong (hangeul : 안준용), guitariste,
- Jo Tae hee (hangeul : 조태희), batteur,
- Noh Dae gun (hangeul : 노대건), chanteur.

## Discographie

### Albums
| Titre            | Détails                                                                             | Classement |
| Titre            | Détails                                                                             | KOR        |
| ---------------- | ----------------------------------------------------------------------------------- | ---------- |
| Live in Hope     | - Sortie : 16 avril 2017 - Labels : Evermore Music, Kakao M - Formats : CD, digital | 81         |
| Once and for All | - Sortie : 31 mars 2020 - Labels : Evermore Music, Kakao M - Formats : CD, digital  | 60         |

### EP
| Titre       | Détails                                                                               | Classement |
| Titre       | Détails                                                                               | KOR        |
| ----------- | ------------------------------------------------------------------------------------- | ---------- |
| Independant | - Sortie : 17 février 2015 - Labels : Evermore Music, Kakao M - Formats : CD, digital | 11         |